# Barbie principessa dell'isola perduta
Barbie principessa dell'isola perduta (Barbie as the Island Princess) è un film d'animazione in computer grafica del 2007 diretto da Greg Richardson, distribuito direttamente per il mercato home video. 
È l’undicesimo film di Barbie, ed è l'unico ad essere prodotto da Mainframe Studios sotto il nome di Rainmaker Entertainment. Con le sue dodici canzoni è inoltre il film della serie a contenere più numeri musicali.

## Trama
Su un’isola deserta, l'elefantina Tika, il pavone "di sangue reale" Azul e il panda rosso Sagi trovano Ro, una bambina di sei anni appena naufragata dopo una violenta tempesta, e decidono che da quel momento la cresceranno con amore. Negli anni Ro impara a parlare con gli animali ma non ricorda nulla del suo passato precedente al naufragio, incluso il suo nome. Gli unici indizi che possiede sono un baule malandato sulla cui targhetta è inciso "Ro" e una bandiera verde a brandelli con lo stemma di una rosa bianca. 
Un giorno, dieci anni dopo il naufragio, sull'isola arriva il principe Antonio, accompagnato dal suo fedele compagno, desideroso di esplorare terre sconosciute. Salvato da Ro da una brutta caduta, si innamora di lei a prima vista, tanto da volerla invitare al suo regno, Apollonia; la giovane, incuriosita dal mondo esterno e dalle sue origini, accetta la sua proposta. Insieme a Ro partono anche i suoi amici animali, il cui linguaggio è comprensibile soltanto a lei. A palazzo, Ro fa conoscenza delle sorelline del principe, Rita, Sofia e Gina, e poi ai suoi genitori, i sovrani Peter e Danielle; grazie alla sua conoscenza del linguaggio animale, inoltre, la giovinetta fa subito amicizia con Tallulah, la scimmietta domestica della regina. 
Antonio vorrebbe sposare Ro, ma i suoi genitori gli comunicano di aver combinato un matrimonio fra lui e la principessa Luciana, venuta per l'occasione insieme alla madre, la terribile regina Ariana; quest'ultima, in realtà, vuole vendicarsi del sovrano dopo che i suoi genitori vennero relegati in una fattoria dopo la scoperta di un complotto organizzato da loro stessi per uccidere la famiglia reale. In cuor suo neanche Luciana vorrebbe sposarsi perché desidera farlo con un uomo che l'ami veramente, ma la madre la spinge a mantenere l'impegno preso.
La ragazza e Antonio passano del tempo insieme discutendo dei propri interessi, capendo di avere ben poco in comune. Seppur dispiaciuta per il loro imminente matrimonio, Ro accetta di partecipare al ballo reale; mentre danza con Antonio, però, decide che la cosa migliore da fare sia tornare all'isola. Lui comunica al padre che intende rinunciare alla corona, poi lascia un messaggio a Ro in cui le chiede di scappare insieme; esso viene, tuttavia, sottratto da Tika, gelosa della sua amica per via della sua affinità col principe. Per evitare che Ro possa impedire le nozze, e vedendo peraltro la titubanza di Luciana, Ariana ordina ai suoi topi Nat, Pat e Matt di mettere nel cibo di tutti gli animali del regno, Tallulah inclusa, una polvere soporifera per addormentarli, dandone la colpa alla giovane (la polvere deriva da una pianta detta Erba del Tramonto originaria dei Mari del Sud, inclusa l'isola dove viveva Ro). Quest'ultima, venuta a sapere della situazione creatasi grazie a una rondine, si appresta a preparare l'antidoto quando viene arrestata insieme a Tika, Sagi e Azul, ritenuti responsabili di aver diffuso in tutto il regno un grave contagio.
Durante le ore di prigione anche ad Azul viene portato del cibo soporifero con Erba del Tramonto, che lo fa sprofondare nel sonno. Nel frattempo Antonio, saputo dell'arresto di Ro, affronta il padre che però gli propone un patto: scarcererà la giovane solo se tornerà alla sua isola e se, soprattutto, lui acconsentirà a sposare la principessa Luciana. Seppur a malincuore, il principe accetta, e Ro viene imbarcata insieme ai suoi amici su una nave. Prima dell'imbarco Ariana, sempre più decisa a sbarazzarsi della ragazza, corrompe il capitano della nave in modo che getti in mare Ro e i suoi amici. Mentre nuota chiedendo aiuto, la ragazza ha un flashback della notte in cui era naufragata la prima volta, e ricorda così il suo vero nome: Rossella. A quel punto giungono alcuni delfini che la riportano nel regno di Apollonia, dove il matrimonio tra Antonio e Luciana sta per avere luogo. Mentre Ro si affretta a preparare l'antidoto, viene avvertita dalla rondine che ha visto Ariana mettere l'Erba del Tramonto anche sul banchetto nuziale; una volta preparato l'antidoto, Ro viene sorpresa dalle guardie reali, ma fa in tempo ad affidare a Sagi la ciotola per andare a svegliare Tallulah. Intanto Tika irrompe al matrimonio e chiama in aiuto Antonio: il principe accorre in suo soccorso insieme a tutti i presenti e finalmente Ro rivela che in realtà era stata Ariana ad addormentare gli animali. Nessuno però crede alle sue parole finché non interviene Luciana che, stufa di obbedire agli ordini della malvagia madre, ammette che quest'ultima le ha ordinato di non mangiare la torta nuziale senza però spiegarle il vero motivo (infatti la donna aveva spacciato alla figlia l'ordine per un atto di buona educazione, invece aveva sparso l'erba per far addormentare tutti i presenti tranne sé stessa e Luciana).
Ariana tenta la fuga ma, con l'intervento di Ro e Tika, viene infine bloccata finendo in un recinto di maiali. Luciana, poiché buona e sincera, decide di non sposare il principe, anche perché desidera un uomo che la ami veramente; così Antonio è libero di chiedere la mano di Ro, la quale gli dice infine di chiamarsi Rossella. Una degli invitati al precedente matrimonio, la vedova regina Marissa, rivela di aver avuto una figlia di nome Rossella, e diventa così chiaro che in realtà Ro è una principessa. Rossella e Antonio si sposano e partono in viaggio di nozze insieme ai loro amici animali.
(Barbie, dopo i titoli di coda)

## Colonna sonora
La colonna sonora, diretta da Arnie Roth, è stata registrata dall'Orchestra Filarmonica Ceca e dalla Chamber Orchestra of Europe. 
 I brano sono stati scritti da Megan Cavallari, Amy Powers e dal produttore esecutivo Rob Hudnut.
1. Here on My Island (Su questa isola) – 2:20
2. Right Here in My Arms (Se mi stringerai) – 1:46
3. A Brand New Shore (Una nuova stagione) – 1:35
4. I Need to Know (Mille domande) – 4:08
5. Love Is for Peasants (L'amore è per bifolchi) – 2:36
6. Right Here In My Arms - Greenhouse (Se mi stringerai - Giardino) – 0:48
7. At the Ball (Al gran ballo) – 2:59
8. The Rat Song (Il formaggio è qui) – 2:58
9. Always More (Sempre più) – 2:05
10. Right Here in My Arms - Reunion (Se mi stringerai - Reunion) – 2:04
11. When We Have Love (L'amore ci farà da guida) – 2:19
12. I Need to Know (Pop version) – 3:35

## Edizione italiana
Il doppiaggio italiano è stato eseguito da E.T.S. European Television Service, in collaborazione con Etcetera Group, e diretto da Elio Zamuto su dialoghi di Massimo Corizza.

### Doppiaggio
| Personaggio         | Doppiatore originale                             | Doppiatore italiano                                                                             |
| ------------------- | ------------------------------------------------ | ----------------------------------------------------------------------------------------------- |
| Rosella/Ro          | Kelly Sheridan (dialoghi), Melissa Lyons (canto) | Emanuela Pacotto (dialoghi), Rossella Ruini (canto)                                             |
| Principe Antonio    | Alessandro Juliani                               | Marco Vivio (dialoghi), Fabrizio Palma (canto)                                                  |
| Sagi                | Christopher Gaze                                 | Roberto Draghetti (dialoghi), Claudio Compagno (canto)                                          |
| Azul                | Steve Marvel                                     | Carlo Scipioni (dialoghi), Giovanni Guarino (canto)                                             |
| Ministro            | Steve Marvel                                     |                                                                                                 |
| Tika                | Susan Roman                                      | Letizia Ciampa (dialoghi), Marjorie Biondo (canto)                                              |
| Frazer              | Garry Chalk                                      |                                                                                                 |
| Calvin              | Garry Chalk                                      |                                                                                                 |
| Re Peter            | Russel Roberts                                   | Massimo Gentile                                                                                 |
| Regina Danielle     | Patricia Drake                                   | Daniela Abruzzese                                                                               |
| Maiale              | Patricia Drake                                   |                                                                                                 |
| Tallulah            | Betsy Malone                                     | Antonella Baldini (dialoghi), Federica Mosso (Tallulah canto), Giulia D'Antuono (Luciana canto) |
| Principessa Luciana | Candice Nicole                                   | Antonella Baldini (dialoghi), Federica Mosso (Tallulah canto), Giulia D'Antuono (Luciana canto) |
| Rita                | Britt McKillip                                   | Angelica Bolognesi                                                                              |
| Gina                | Carly McKillip                                   | Costanza Di Giacomo                                                                             |
| Sofia               | Chantal Strand                                   | Erica Necci                                                                                     |
| Regina Ariana       | Andrea Martin                                    | Aurora Cancian (dialoghi), Manuela Milia (canto)                                                |
| Regina Marissa      | Kate Fisher                                      | Daniela Abruzzese (dialoghi), Roberta Frighi (canto)                                            |
| Lorenzo             | Brian Drummond                                   |                                                                                                 |
| Maggiordomo         | Terry Klassen                                    |                                                                                                 |
| Guardia             | Terry Klassen                                    |                                                                                                 |
| Cavallo             | Terry Klassen                                    |                                                                                                 |
| Guardia             | David Kaye                                       |                                                                                                 |
| Tiny                | Kathleen Barr                                    |                                                                                                 |
| Nat                 | Scott Page-Pagter                                |                                                                                                 |
| Pat                 | Ian James Corlett                                |                                                                                                 |